# Buzałkowo (gmina Wełes)
Buzałkowo (mac. Бузалково) – wieś w centralnej Macedonii Północnej, administracyjnie należąca do gminy Wełes. W 2002 roku liczyła 1456 mieszkańców.
Według danych ze spisu powszechnego przeprowadzonego w 2002 roku, wieś zamieszkiwało 1456 osób deklarujących następującą narodowość:
- Albańczycy – 1443 (99,11%)
- Turcy – 3 (0,20%)
- Macedończycy – 2 (0,14%)
- Inni – 8 (0,55%)